# Cláudio Correia e Castro
Cláudio Luís Murgel Correia e Castro est né à Rio de Janeiro, au Brésil, le 27 février 1928 et est décédé à Niterói, le 16 août 2005. C’est un acteur de cinéma et de télévision brésilien.
Surtout connu pour sa participation à une quarantaine de telenovelas (Sangue do Meu Sangue, Força de um Desejo, Chocolate com Pimenta…), il a également participé à des films comme O Grande Mentecapto ou Tiradentes.